# Dyspyralis
Dyspyralis is een geslacht van vlinders van de familie spinneruilen (Erebidae), uit de onderfamilie Herminiinae.

## Soorten
- D. illocata Warren, 1891
- D. nigellus Strecker, 1900
- D. noloides Barnes & McDunnough, 1916
- D. puncticosta Smith, 1908
- D. serratula Bethune-Baker, 1908